# アムガ
アムガ（Amuγa、モンゴル語: Амуга、中国語: 阿木哥、? - 泰定元年6月6日（1324年6月27日））は、クビライの孫のダルマバラの庶子で、モンゴル帝国の皇族。『元史』などの漢文史料では阿木哥、『集史』などのペルシア語史料ではاموگهĀmūgeと記される。

## 概要
アムガの母の郭氏は元来はクビライ・カアンの女侍であったが、クビライは孫のダルマバラが成長するとこれを下賜し、結果としてダルマバラと郭氏との間にアムガが生まれることとなった。この後ダルマバラは正后としてコンギラト出身のダギを娶り、彼女との間に嫡子のカイシャン（後のクルク・カアン）とアユルバルワダ（後のブヤント・カアン）を持ったため、アムガは庶長子として扱われるようになった。
クビライ・カアンが亡くなりオルジェイトゥ・カアン（成宗テムル）が即位すると中央アジアのカイドゥが好機と見て大元ウルスに大攻勢をかけた。この戦役にアムガも司令官として参加し、大徳6年（1302年）11月には善射軍を率いて河西地方の寧夏へと向かった。これは、河西方面の脅威がやや和らいだために本来この戦線を担当する安西王アナンダ率いる大部隊をアルタイ地方の主戦場に投入し、アナンダ軍が抜けた河西方面の備えとしてアムガが派遣されたものと見られる。この功績からか、大徳10年（1306年）8月には鈔三千錠を賜っている。
皇太子デイシュが早世したことによってオルジェイトゥ・カアンが嗣子を残さずに亡くなると、オルジェイトゥ・カアンの甥に当たるダルマバラの遺児たちが後継者として浮上した。しかし皇后ブルガン・ハトゥンはダギとその息子達を嫌い、アナンダを帝位に即けようと画策したが、コンギラト派官僚の工作によってアユルバルワダがクーデターを起こし、カイシャンがモンゴリアで諸王の支持を得て南下し帝位に即いたため、以後ダルマバラの家系が重視されるようになった。至大4年（1311年）、帝位に即いたカイシャンが早世し、新たにアユルバルワダが即位するとアムガは朝廷に参内した。この時アユルバルワダは省臣に「朕とアムガは異母兄弟であるのに、朕が[アムガを]助けなければ彼は誰を頼ればよいというのだ」と言って特別に鈔二万錠をアムガに賜った。皇慶元年（1312年）には慶元路定海県六万五千戸を賜り、その後も定期的にアユルバルワダより下賜を受けている。
延祐4年（1317年）閏正月、罪に巻き込まれて耽羅（済州島）へ流され、更に高麗の大青島に移された。延祐5年（1318年）6月、術士の趙子玉が魏王府の司馬にアムガの名前が図讖に応じると誘い、兵器を集めて挙兵することを画策した。趙子玉らは高麗にいるアムガを連れて来るために航海を試みたが、山東の利津県で発覚されたことにより反乱を謀議した一党は誅されている。
至治3年（1323年）、英宗シデバラが暗殺された時、ダルマバラの子孫としてはカイシャンの息子（コシラとトク・テムル）、アムガが残っていたが、コンギラト出身のダギの下で権勢を得ていた旧臣は非コンギラトの妃から生まれたカイシャンの遺児やアムガを戴くことはできず、結果としてやや遠縁だがコンギラト出身の母を持つ晋王イェスン・テムルが即位した。同年10月、アムガは高麗から召喚された。
泰定元年（1324年）正月、封地の大同へ戻ったが、程なくして同年6月に亡くなった。アムガの娘は、高麗第27代王忠粛王に降嫁した金童と慶華公主であり、孫娘は高麗第31代王恭愍王の妃、魯国公主。

## 家系
『元史』宗室世系表では以下のような系図を伝える：
- 魏王アムガ（Amuγa,阿木哥）
  - トク・ブカ大王（Toq-buqa,脱不花）
  - マンジ大王（Manzi,蛮子）
  - 西靖王アルク（Aruq,阿魯）
  - 魏王ボロト・テムル（Bolot-temür,孛羅帖木児）
  - タングタイ王（Tanγutai,唐兀台）
  - ダルマシュリ王（Darmaširi,答児蛮失里）
  - ボロト大王（Bolot,孛羅）